# Aníbal Marroquín
Lesvin Aníbal Marroquín Córdova (7 de diciembre de 1992) es un deportista guatemalteco que compite en bádminton. Ganó una medalla de bronce en los Juegos Panamericanos de 2023, en la prueba de dobles.

## Palmarés internacional
| Juegos Panamericanos | Juegos Panamericanos | Juegos Panamericanos | Juegos Panamericanos |
| Año                  | Lugar                | Medalla              | Prueba               |
| -------------------- | -------------------- | -------------------- | -------------------- |
| 2023                 | Santiago (Chile)     | Medalla de bronce    | Dobles               |